# Manuel del Moral Fernández
Manuel del Moral Fernández, conegut com a Manu del Moral (nascut el 25 de febrer de 1984 a Jaén), és un exfutbolista espanyol, que jugava com a davanter.

## Trajectòria esportiva
Del Moral va arribar al Sevilla el 2011 procedent del Getafe i després d'una primera temporada acceptable en què va batre el seu rècord de gols a Primera, amb deu, va viure el 2012 un any difícil amb pocs minuts de joc, tant amb Míchel com amb Unai Emery. El juliol de 2013 es va fer oficial que el Sevilla el cedia a l'Elx CF per la temporada 2013-14, sense opció a compra.